# Giáo phận Reykjavík
Giáo phận Reykjavík là một giáo phận Công giáo tại Iceland. Giáo phận có diện tích 103.000 km2, bao trùm toàn bộ lãnh thổ nước Iceland, cũng là nơi sinh sống của 14.723 tín hữu Công giáo (2022). Ngai giám mục chính tòa giáo phận đặt tại Vương cung thánh đường Chúa Kitô Vua, thành phố Reykjavík.

## Lịch sử
Thời kỳ Trung Cổ, các tín đồ Công giáo tại Iceland được đặt dưới sự chăm sóc mục vụ của các giám mục tại Skálholt và Hólar; tuy vậy, trong thời kỳ Cải cách Kháng nghị, hai giáo phận này đã chấp nhận giáo lý của chủ nghĩa Luther và đến năm 1801 thì được hợp nhất lại thành Giáo phận Iceland trực thuộc Hội Thánh Tin Lành Lutheran Iceland. Các tín hữu Công giáo không có vị chủ chăn riêng kể từ khi Cải cách Kháng nghị nổ ra cho tới khi Hạt Phủ doãn Tông tòa Iceland được thành lập vào năm 1923. Năm 1929, thì được nâng lên thành Hạt Đại diện Tông tòa Iceland; và đến năm 1968 thì được nâng lên thành Giáo phận Reykjavík. 
Giám mục của Giáo phận Reykjavík là thành viên của Hội đồng Giám mục Bắc Âu.

## Danh sách giáo xứ
1. Giáo xứ Chúa Kitô Vua, (Reykjavík)
2. Giáo xứ Thánh Franciscus Assisi (vùng Tây)
3. Giáo xứ Thánh Ioannes Tông đồ (vùng Vestfirðir)
4. Giáo xứ Thánh Petrus (vùng Bắc)
5. Giáo xứ Thánh Thorlacus (vùng Đông)
6. Giáo xứ Thánh Maria, Đức Mẹ Sao Biển (Breiðholt và vùng Nam)
7. Giáo xứ Thánh Ioannes Paulus II (vùng Tây Nam)
8. Giáo xứ Thánh Iosephus (Hafnarfjörður)

## Các đời giám chức quản nhiệm
Phủ doãn Tông tòa Iceland
- Martin Meulenberg S.M.M. (12.06.1923 bổ nhiệm –  30.05.1929 thăng làm Đại diện Tông tòa Iceland)

Đại diện Tông tòa Iceland
- Martin Meulenberg S.M.M. (30.05.1929 bổ nhiệm – 03.08.1947 qua đời)
- Jóhannes Gunnarsson S.M.M. (23.02.1942 bổ nhiệm – 14.10.1967 từ nhiệm)

Giáo mục Chính toà Reykjavík
- Hendrik Hubert Frehen S.M.M. (18.10.1968 bổ nhiệm – 31.10.1986 qua đời)
- Alfred James Jolson S.J. (12.12.1987 bổ nhiệm – 21.03.1994 qua đời)
- Joannes Gijsen (12.10.1995 giám quản – 24.05.1996 bổ nhiệm – 30.10.2007 từ nhiệm)
- Pierre Bürcher (30.10.2007 bổ nhiệm – 18.09.2015 từ nhiệm)
- Dávid Bartimej Tencer O.F.M.Cap. (18.09.2015 bổ nhiệm – nay)